# Sloveens curlingteam (vrouwen)
Het Sloveense curlingteam vertegenwoordigt Slovenië in internationale curlingwedstrijden.

## Geschiedenis
Slovenië nam voor het eerst deel aan een internationaal toernooi tijdens het Europees kampioenschap van 2011. De Slovenen moesten eerst aantreden in de C-divisie, om zich van daaruit te plaatsen voor de B-divisie van het eigenlijke EK. Dit lukte evenwel niet. Het Sloveense team kon maar twee van diens vier wedstrijden winnend afsluiten, en eindigde zo op de zesde plaats in de C-divisie. Enkel de top twee promoveert. In 2012 was Slovenië opnieuw van de partij, maar ook ditmaal kon het geen promotie afdwingen. Slovenië won slechts één wedstrijd, en eindigde wederom op de zesde plaats. In 2013 was het wel raak: Slovenië eindigde als tweede in de C-divisie, en mocht zo naar het eigenlijke EK. Daar werden de Slovenen echter negentiende en voorlaatste. Sedertdien pendelt Slovenië regelmatig tussen de tweede en derde afdeling. De beste prestatie tot op heden werd in 2022 geleverd, toen Slovenië als veertiende eindigde.
Aan het wereldkampioenschap curling en aan de Olympische Winterspelen nam Slovenië nog nooit deel.

## Slovenië op het Europees kampioenschap
| Jaar | Plaats        | Skip          | WG            | W             | V             | PV            | PT            |
| ---- | ------------- | ------------- | ------------- | ------------- | ------------- | ------------- | ------------- |
| 1991 | Geen deelname | Geen deelname | Geen deelname | Geen deelname | Geen deelname | Geen deelname | Geen deelname |
| 1992 | Geen deelname | Geen deelname | Geen deelname | Geen deelname | Geen deelname | Geen deelname | Geen deelname |
| 1993 | Geen deelname | Geen deelname | Geen deelname | Geen deelname | Geen deelname | Geen deelname | Geen deelname |
| 1994 | Geen deelname | Geen deelname | Geen deelname | Geen deelname | Geen deelname | Geen deelname | Geen deelname |
| 1995 | Geen deelname | Geen deelname | Geen deelname | Geen deelname | Geen deelname | Geen deelname | Geen deelname |
| 1996 | Geen deelname | Geen deelname | Geen deelname | Geen deelname | Geen deelname | Geen deelname | Geen deelname |
| 1997 | Geen deelname | Geen deelname | Geen deelname | Geen deelname | Geen deelname | Geen deelname | Geen deelname |
| 1998 | Geen deelname | Geen deelname | Geen deelname | Geen deelname | Geen deelname | Geen deelname | Geen deelname |
| 1999 | Geen deelname | Geen deelname | Geen deelname | Geen deelname | Geen deelname | Geen deelname | Geen deelname |
| 2000 | Geen deelname | Geen deelname | Geen deelname | Geen deelname | Geen deelname | Geen deelname | Geen deelname |
| 2001 | Geen deelname | Geen deelname | Geen deelname | Geen deelname | Geen deelname | Geen deelname | Geen deelname |
| 2002 | Geen deelname | Geen deelname | Geen deelname | Geen deelname | Geen deelname | Geen deelname | Geen deelname |
| 2003 | Geen deelname | Geen deelname | Geen deelname | Geen deelname | Geen deelname | Geen deelname | Geen deelname |
| 2004 | Geen deelname | Geen deelname | Geen deelname | Geen deelname | Geen deelname | Geen deelname | Geen deelname |
| 2005 | Geen deelname | Geen deelname | Geen deelname | Geen deelname | Geen deelname | Geen deelname | Geen deelname |
| 2006 | Geen deelname | Geen deelname | Geen deelname | Geen deelname | Geen deelname | Geen deelname | Geen deelname |
| 2007 | Geen deelname | Geen deelname | Geen deelname | Geen deelname | Geen deelname | Geen deelname | Geen deelname |

| Jaar | Plaats        | Skip                  | WG            | W             | V             | PV            | PT            |
| ---- | ------------- | --------------------- | ------------- | ------------- | ------------- | ------------- | ------------- |
| 2008 | Geen deelname | Geen deelname         | Geen deelname | Geen deelname | Geen deelname | Geen deelname | Geen deelname |
| 2009 | Geen deelname | Geen deelname         | Geen deelname | Geen deelname | Geen deelname | Geen deelname | Geen deelname |
| 2010 | Geen deelname | Geen deelname         | Geen deelname | Geen deelname | Geen deelname | Geen deelname | Geen deelname |
| 2011 | 24            | Maja Kremžar          | 4             | 2             | 2             | 22            | 34            |
| 2012 | 24            | Valentina Jurinčič    | 5             | 1             | 4             | 25            | 39            |
| 2013 | 19            | Valentina Jurinčič    | 9             | 2             | 7             | 53            | 101           |
| 2014 | 22            | Valentina Jurinčič    | 7             | 3             | 4             | 47            | 56            |
| 2015 | 24            | Nina Kremžar          | 7             | 3             | 4             | 27            | 40            |
| 2016 | 24            | Nika Černe            | 7             | 2             | 5             | 47            | 57            |
| 2017 | 23            | Nadja Papan           | 8             | 3             | 5             | 59            | 62            |
| 2018 | 20            | Nadja Papan           | 17            | 5             | 12            | 102           | 137           |
| 2019 | 22            | Nadja Papan           | 8             | 4             | 4             | 63            | 46            |
| 2021 | 17            | Ajda Zavrtanik Drglin | 19            | 8             | 11            | 111           | 121           |
| 2022 | 14            | Ajda Zavrtanik Drglin | 11            | 5             | 6             | 68            | 76            |
| 2023 | 18            | Ajda Zavrtanik Drglin | 9             | 2             | 7             | 57            | 62            |
| 2024 | 16            | Maruša Gorišek        | 9             | 4             | 5             | 63            | 65            |

Andorra · Australië · België · Brazilië · Bulgarije · Canada · China · Chinees Taipei · Denemarken · Duitsland · Engeland · Estland · Filipijnen · Finland · Frankrijk · Groot-Brittannië · Hongarije · Hongkong · Ierland · Italië · Jamaica · Japan · Kazachstan · Kenia · Kroatië · Letland · Litouwen · Luxemburg · Mexico · Nederland · Nieuw-Zeeland · Nigeria · Noorwegen · Oekraïne · Oostenrijk · Polen · Portugal · Qatar · Roemenië · Rusland · Schotland · Servië · Slovenië · Slowakije · Spanje · Thailand · Tsjechië · Tsjecho-Slowakije · Turkije · Verenigde Staten · Wales · Wit-Rusland · Zuid-Korea · Zweden · Zwitserland